# Confit

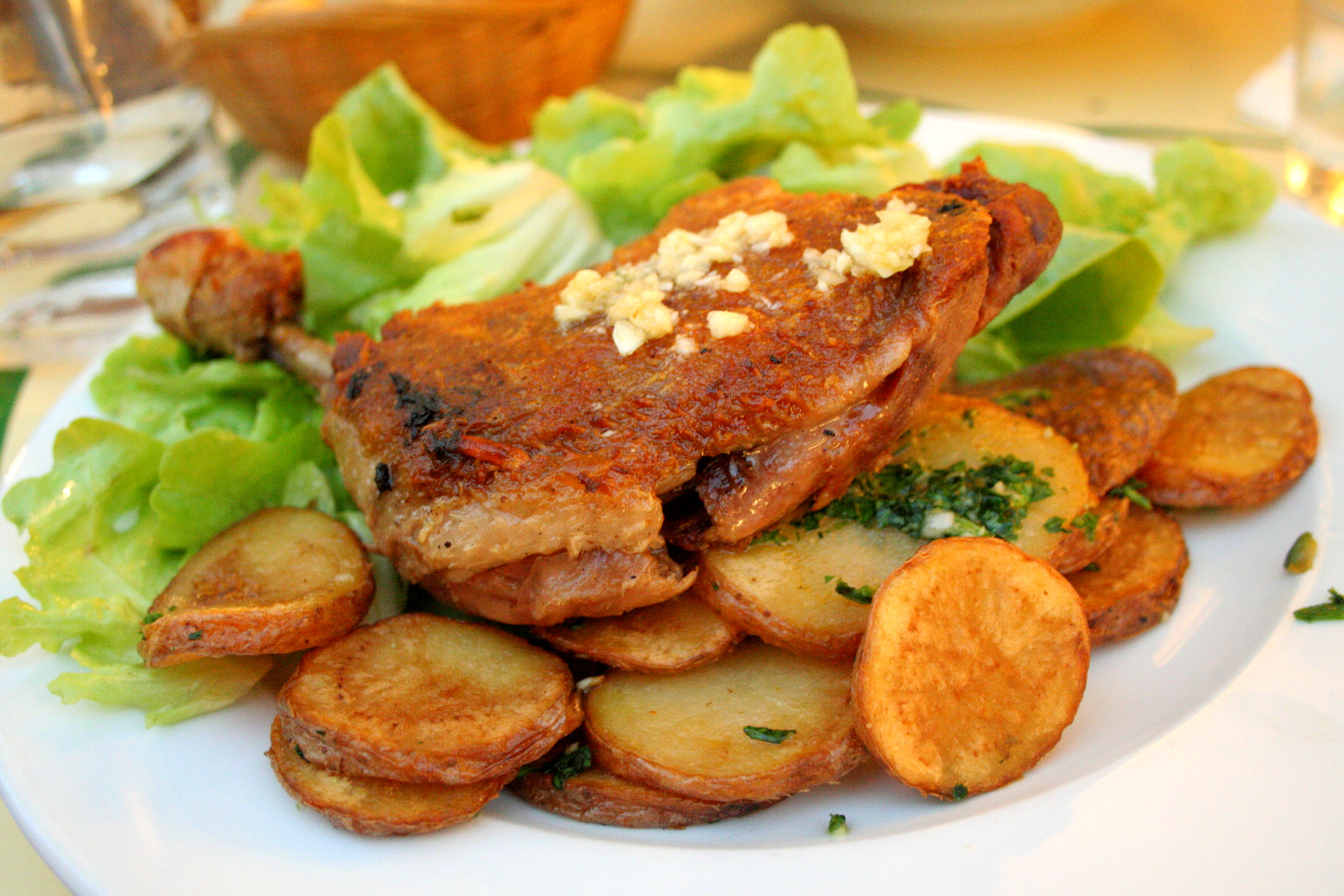
Confit de pato

O confit (Confitar em Português) é a técnica de conservação que resulta de cozinhar durante muito tempo a fogo muito baixo uns alimentos em gordura ou açúcar (almíbar). Emprega-se tradicionalmente para peças de carne que se confitam em sua própria gordura e se guardam depois numa embalagem fechada hermeticamente, imersas e completamente cobertas por essa mesma gordura para evitar seu contacto com o ar. Podem-se confitar também verduras em azeite de oliva. A técnica com almíbar reserva-se para confitar fruta e flores.

## Características
Esta técnica costuma-se utilizar com peças de porco, ganso ou pato, sendo estes dois últimos os preferidos e os que se prestam melhor a esse método de preparação e conservação. Pode comer-se frio ou quente; no primeiro caso tirando-lhe completamente a gordura que o cobre e no segundo o aquecendo nela. É uma especialidade do sudoeste da França e de ingrediente básicos na preparação do cassoulet e da sopa de repollo e garbure.